# Église Saint-Aubin de Virville
L'église Saint-Aubin est une église catholique située dans la commune de Virville, en France.

## Localisation
L'église est située à Virville, commune du département français de la Seine-Maritime.

## Historique
L'édifice date du XIIe siècle et symbolise la vague de construction d'églises rurales.
La façade est refaite au XVIIIe siècle et la sacristie date des années 1870.
L'édifice est classé au titre des monuments historiques depuis le 10 septembre 1913.

## Description
L'édifice est en tuf.
L'église est « caractéristique de l'art roman normand » pendant une « période de stabilité politique et économique ».